# Kayacan Erdoğan
Kayacan Erdoğan (sinh ngày 21 tháng 3 năm 1988) là một cầu thủ bóng đá Thổ Nhĩ Kỳ hiện đang thi đấu cho Eskişehirspor ở vị trí thủ môn.